# Ritratto del duca de Alba
Il Ritratto del duca de Alba è un dipinto a olio su tela (195x126 cm) realizzato nel 1795 dal pittore spagnolo Francisco Goya. È conservato nel Museo del Prado di Madrid.
José Álvarez de Toledo, Duca de Alba e XI Marchese di Villafranca era il marito di María Teresa de Silva, Duchessa de Alba. È ritratto a figura intera, con una giacca di velluto gialla, una camicia bianca a puntini blu, pantaloni grigi e stivali neri con speroni.

## Storia

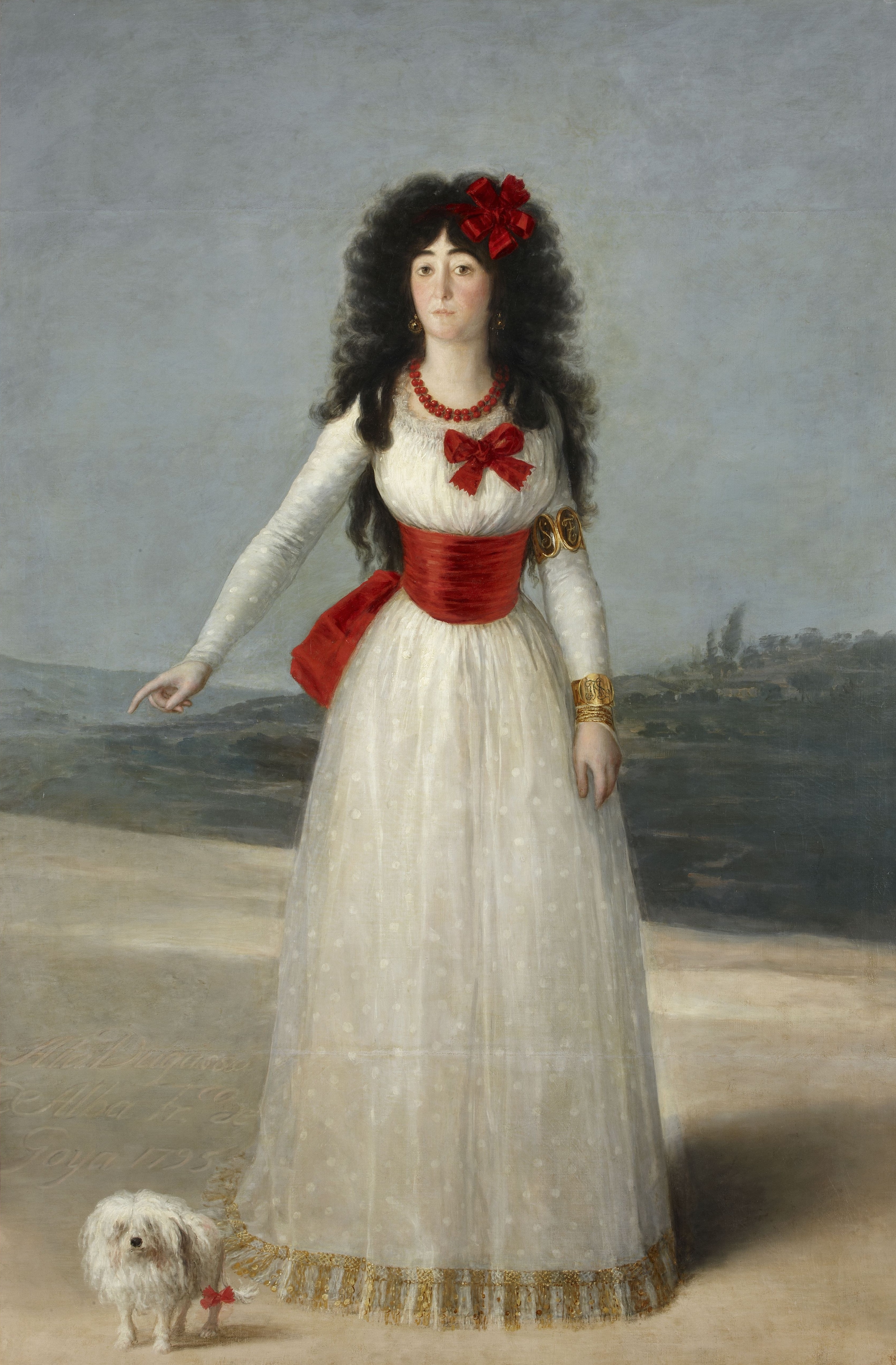
Francisco Goya, La duchessa de Alba, 1795, Olio su tela, 194 x 130, Madrid, Museo del Prado

Nel 1795, Goya, ormai celebre ritrattista e direttore di pittura alla Real Academia de San Fernando, conosce i duchi d'Alba: la casa d'Alba è una delle famiglie nobili più importanti di Spagna, seconda per importanza forse solo alla famiglia reale. Don José Alvarez de Toledo, marchese di Villafranca, e duca de Alba gli commissiona il proprio ritratto e quello della moglie, Maria Teresa Cayetana de Silva. Nello stesso periodo Goya dipinge anche la madre di don José, María Antonia Gonzaga Caracciolo marchesa di Villafranca.
La Cayetana ha trentatré anni, in quel momento; erede della casa de Alba (XIII duchessa), aveva sposato il marchese suo cugino quando aveva tredici anni e lui diciannove. Fra il pittore e la duchessa nasce un rapporto privilegiato, di complice amicizia, o d'amore, non si sa.
Quando il duca, due anni dopo, muore, il pittore raggiunge la duchessa a Sanlúcar. Alcuni anni dopo anche la duchessa morirà e il titolo passerà ad un parente, Carlos Miguel Fitz-James Stuart (1794-1835), che così sarà il XIV duca de Alba.

## Descrizione e stile
Il fatto che il duca sia da poco rientrato da un lungo soggiorno in Inghilterra guida certamente Goya nella realizzazione del ritratto, di tipo cosiddetto "all'inglese", con una postura di grande naturalezza a gambe incrociate e il corpo appoggiato ad un supporto, non a caso un cembalo finemente intarsiato. Gli abiti sono da equitazione.
Tutto – i colori utilizzati, le luci soffuse, gli strumenti musicali, l'espressione stessa del ritratto – trasmette un messaggio che indica finezza, riservatezza, cultura. Sul cembalo è appoggiata una viola e un cappello nero. Nelle mani regge lo spartito di un Quartetto d'archi di Franz Joseph Haydn.
Tutti questi particolari non sono di contorno, fine a se stessi, ma vengono rappresentati per definire la personalità di quest'uomo raffinato e colto, appassionato collezionista di strumenti musicali e musicista egli stesso, anche se questo non gli impedisce di coltivare un virile passatempo come l'equitazione.
Certamente questo è uno dei migliori ritratti di Goya, che si distingue non solo per la magistrate tecnica pittorica, ma anche per la perfetta organizzazione dello spazio.